# Xã Olive, Quận Clinton, Iowa
Xã Olive (tiếng Anh: Olive Township) là một xã thuộc quận Clinton, tiểu bang Iowa, Hoa Kỳ. Năm 2010, dân số của xã này là 819 người.